# 荒尾直就
荒尾 直就（あらお なおなり）は、幕末の鳥取藩家老。倉吉荒尾家10代。

## 生涯
文化12年（1815年）、鳥取藩家老、倉吉領主荒尾為就の嫡男隆就の子として生まれる。隆就の早世により、祖父為就の嫡孫となる。天保5年（1834年）、生母の保珠院が急死する。叔父世就の生母歌浦が、世就を世継とするために、直就とその生母の毒殺を謀ったためとされ、直就は一命を取りとめたものの病身となり、廃嫡される。
安政3年（1856年）、叔父世継の死去により家督相続し、倉吉1万2000石の領主となる。元治元年（1864年）、第一次長州征伐のため、鳥取藩の第一陣を率いて出陣するも病に倒れ、12月に帰国する。慶応元年（1865年）、分家恒就の三男の音三郎（光就）を養子とする。慶応2年（1866年）7月、藩より預かり屋敷に幽閉していた河田景与ら、本圀寺事件の囚人に脱走され、閉門処分となる。11月、脱走に関わった直就の家臣が裁かれ、12月、藩より隠居を命じられ家督を光就に譲る。
明治17年（1885年）、死去。